# Holbiče
Holbiče (nemško Techelweg) je naselje v Občini Škofiče v Okraju Celovec-dežela na Koroškem v Avstriji.